# Prințesa Elisabeta a Belgiei
Prințesa Elisabeta a Belgiei (Élisabeth Thérèse Marie Hélène, n. 25 octombrie 2001) este fiica cea mare a regelui Filip al Belgiei și a reginei Mathilde. La 21 iulie 2013, după abdicarea bunicului ei, regele Albert al II-lea, și urcarea pe tron a tatălui ei, Elisabeta a devenit moștenitoare a tronului Belgiei. Are trei frați mai mici: Prințul Gabriel, Prințul Emmanuel și Prințesa Eléonore. 

## Naștere și botez
Elisabeta s-a născut prin cezariană la 9:58pm la Spitalul Erasme din Anderlecht, Bruxelles. La naștere a cântărit 2,9 kg și a avut 49,5 cm lungime.
Elisabeta a fost botezată la 9 decembrie 2001 în capela castelului Ciergnon de cardinalul Godfried Danneels. Nașii au fost Prințul Amedeo al Belgiei, vărul ei, și contesa Hélène d'Udekem d'Acoz, mătușa ei.
Numele prințesei semnifică următoarele:
- Elisabeta în onoarea stră-străbunicii Elisabeta de Bavaria.
- Marie prin tradiția regalității catolice, în onoarea Fecioarei Maria.
- Hélène în onoarea mătușii materne și a nașei de botez, contesa Hélène d'Udekem d'Acoz.

## Moștenitoare a tronului
Cu zece ani înaintea nașterii sale s-a modificat legea succesiunii la tronul Belgiei, abolindu-se primogenitura agnatică (Legea Salică) în favoarea primogeniturii absolute (potrivit căreia întâiul născut este întotdeauna moștenitor, indiferent de sex). Astfel, Prințesa Elisabeta este în prezent prima persoană în ordinea succesiunii la tronul Belgiei, fiind urmată de frații ei mai mici, prințul Gabriel și prințul Emmanuel, și de sora ei mai mică, prințesa Eléonore.
În mod tradițional, fiul moștenitorului tronului deținea titlul de Conte de Hainaut. Era deci de așteptat să se emită un decret regal prin care să i se acorde prințesei Elisabeta titlul de Contesă de Hainaut. S-a emis într-adevăr un decret regal, însă nu pentru a îi acorda titlul, ci pentru a îl desființa, deoarece Hainaut este o provincie valonă, iar acest titlu nu a fost considerat neutru din punct de vedere lingvistic.
După ce tatăl ei a devenit regele Belgiei în 2013, Prințesa Elisabeta a devenit prințesă moștenitoare, primind titlul de Ducesă de Brabant.